# Ефремов, Александр Павлович
 Александр Павлович Ефремов  (1815—1876) — доктор философии, преподаватель географии в Московском университете, действительный член Русского географического общества.

## Биография
Сын статского советника родился 11 (23) декабря 1815 года в Костроме, где и жил до 1828 года. Затем переехал в Москву и в 1830 году поступил в Императорский Московский университет — на отделение словесных наук; по окончании курса 5 июля 1834 года получил степень кандидата. В университете он подружился с Н. В. Станкевичем, В. Г. Белинским, К. С. Аксаковым.
В начале 1835 года был определён актуариусом в комиссию по печати Государственных грамот и договоров при Московском главном архиве министерства иностранных дел — в должность первого переводчика для европейских языков.
Выйдя в отставку 14 апреля 1839 года, через месяц уехал за границу, где пробыл до 1843 года, занимаясь преимущественно географическими науками в Берлине, под руководством профессора Риттера. В Йенском университете получил степень доктора философии. 
После возвращения в Россию поступил преподавателем в Московский университет, где в течение трёх лет занимал кафедру всеобщей географии. В этот период он выдержал экзамен на степень магистра исторических наук. В 1848 году оставил службу в университете; 31 января того же года был избран действительным членом Императорского Русского географического общества.
Скончался в Москве 24 марта (5 апреля) 1876 года. Похоронен в Новодевичьем монастыре.